# Vuelta a Gran Bretaña 2024
La 84.ª edición de la Vuelta a Gran Bretaña (nombre oficial: AJ Bell Tour of Britain) fue una carrera de ciclismo en ruta por etapas que se celebró entre el 3 y el 8 de septiembre de 2024 en el Reino Unido, con inicio en la ciudad de Kelso y final en la ciudad de Felixstowe sobre un recorrido de 946,5 kilómetros.
La prueba pertenece al UCI ProSeries 2024, dentro de la categoría 2.Pro, y fue ganada por el británico Stephen Williams del Israel-Premier Tech. Completaron el podio, como segundo y tercer clasificado respectivamente, el también británico Oscar Onley del dsm-firmenich PostNL y el francés Tom Donnenwirth del Decathlon AG2R La Mondiale Development.

## Equipos participantes
Tomaron parte en la carrera 18 equipos: 4 de categoría UCI WorldTeam, 3 de categoría UCI ProTeam, 10 de categoría Continental y la selección nacional del Reino Unido. Formaron así un pelotón de 107 ciclistas de los cuales finalizaron 91. Los equipos participantes fueron:
| WorldTeams (4)- Bahrain Victorious - Ineos Grenadiers - Soudal Quick-Step - Team dsm-firmenich PostNL ProTeams (3)- Israel-Premier Tech - Q36.5 Pro Cycling Team - Uno-X Mobility Equipos continentales (10)- Equipe continentale Groupama-FDJ - Decathlon AG2R La Mondiale Development Team - Global 6 United - Lidl-Trek Future Racing - Project Echelon Racing - Rembe Pro Cycling Team Sauerland - Trinity Racing - Sabgal / Anicolor - Saint Piran - Van Rysel-Roubaix Equipo nacional- Gran Bretaña |
| |

## Recorrido
La Vuelta a Gran Bretaña dispuso de seis etapas para un recorrido total de 946,5 kilómetros.
| Etapa     | Fecha    | Recorrido                 | type            | Distancia (km) | Desnivel (m) | Ganador          | Líder            |
| --------- | -------- | ------------------------- | --------------- | -------------- | ------------ | ---------------- | ---------------- |
| 1.ª etapa | 3 de sep | Kelso – Kelso             | etapa escarpada | 181,9          | 2381 m       | Paul Magnier     | Paul Magnier     |
| 2.ª etapa | 4 de sep | Darlington – Redcar       | etapa escarpada | 152            | 2594 m       | Stephen Williams | Stephen Williams |
| 3.ª etapa | 5 de sep | Sheffield – Barnsley      | etapa escarpada | 166,1          | 2736 m       | Stephen Williams | Stephen Williams |
| 4.ª etapa | 6 de sep | Derby – Newark-on-Trent   | etapa llana     | 138,5          | 1229 m       | Paul Magnier     | Stephen Williams |
| 5.ª etapa | 7 de sep | Northampton – Northampton | etapa llana     | 140            | 1276 m       | Paul Magnier     | Stephen Williams |
| 6.ª etapa | 8 de sep | Lowestoft – Felixstowe    | etapa llana     | 158            | 817 m        | Matevž Govekar   | Stephen Williams |

## Desarrollo de la carrera

### 1.ª etapa
| Kelso - Kelso | etapa escarpada | (181,9 km) |

| \| Clasificación de la etapa \| Clasificación de la etapa \| Clasificación de la etapa \| Clasificación de la etapa \| Clasificación de la etapa \| \| Ciclista \| Ciclista \| Equipo \| Tiempo \| \| \| ------------------------- \| ------------------------- \| ------------------------- \| ------------------------- \| ------------------------- \| \| 1.º \| Paul Magnier \| Soudal Quick-Step \| 4 h 11 min 45 s \| \| \| 2.º \| Ethan Vernon \| Israel-Premier Tech \| + 0 s \| \| \| 3.º \| Robert Donaldson \| Trinity Racing \| + 0 s \| \| \| 4.º \| Thomas Pidcock \| Ineos Grenadiers \| + 0 s \| \| \| 5.º \| Casper van Uden \| Team dsm-firmenich PostNL \| + 0 s \| \| \| 6.º \| Rory Townsend \| Q36.5 Pro Cycling Team \| + 0 s \| \| \| 7.º \| Edoardo Zambanini \| Bahrain Victorious \| + 0 s \| \| \| 8.º \| Matevž Govekar \| Bahrain Victorious \| + 0 s \| \| \| 9.º \| Jake Stewart \| Israel-Premier Tech \| + 0 s \| \| \| 10.º \| Norman Vahtra \| Van Rysel-Roubaix \| + 0 s \| \| |                   |                           |                 |
| |                   |                           |                 |
| |                   |                           |                 |
| Clasificación de la etapa |                   |                           |                 |
| Ciclista | Ciclista          | Equipo                    | Tiempo          |
| 1.º | Paul Magnier      | Soudal Quick-Step         | 4 h 11 min 45 s |
| 2.º | Ethan Vernon      | Israel-Premier Tech       | + 0 s           |
| 3.º | Robert Donaldson  | Trinity Racing            | + 0 s           |
| 4.º | Thomas Pidcock    | Ineos Grenadiers          | + 0 s           |
| 5.º | Casper van Uden   | Team dsm-firmenich PostNL | + 0 s           |
| 6.º | Rory Townsend     | Q36.5 Pro Cycling Team    | + 0 s           |
| 7.º | Edoardo Zambanini | Bahrain Victorious        | + 0 s           |
| 8.º | Matevž Govekar    | Bahrain Victorious        | + 0 s           |
| 9.º | Jake Stewart      | Israel-Premier Tech       | + 0 s           |
| 10.º | Norman Vahtra     | Van Rysel-Roubaix         | + 0 s           |

| \| Clasificación general \| Clasificación general \| Clasificación general \| Clasificación general \| Clasificación general \| \| Ciclista \| Ciclista \| Equipo \| Tiempo \| \| \| --------------------- \| --------------------- \| ------------------------- \| --------------------- \| --------------------- \| \| 1.º \| Paul Magnier \| Soudal Quick-Step \| 4 h 11 min 35 s \| \| \| 2.º \| Julius Johansen \| Sabgal-Anicolor \| + 1 s \| \| \| 3.º \| Ethan Vernon \| Israel-Premier Tech \| + 4 s \| \| \| 4.º \| Robert Donaldson \| Trinity Racing \| + 6 s \| \| \| 5.º \| Thomas Pidcock \| Ineos Grenadiers \| + 8 s \| \| \| 6.º \| Jonas Abrahamsen \| Uno-X Mobility \| + 9 s \| \| \| 7.º \| Ben Turner \| Ineos Grenadiers \| + 9 s \| \| \| 8.º \| Casper van Uden \| Team dsm-firmenich PostNL \| + 10 s \| \| \| 9.º \| Rory Townsend \| Q36.5 Pro Cycling Team \| + 10 s \| \| \| 10.º \| Edoardo Zambanini \| Bahrain Victorious \| + 10 s \| \| |                   |                           |                 |
| |                   |                           |                 |
| |                   |                           |                 |
| Clasificación general |                   |                           |                 |
| Ciclista | Ciclista          | Equipo                    | Tiempo          |
| 1.º | Paul Magnier      | Soudal Quick-Step         | 4 h 11 min 35 s |
| 2.º | Julius Johansen   | Sabgal-Anicolor           | + 1 s           |
| 3.º | Ethan Vernon      | Israel-Premier Tech       | + 4 s           |
| 4.º | Robert Donaldson  | Trinity Racing            | + 6 s           |
| 5.º | Thomas Pidcock    | Ineos Grenadiers          | + 8 s           |
| 6.º | Jonas Abrahamsen  | Uno-X Mobility            | + 9 s           |
| 7.º | Ben Turner        | Ineos Grenadiers          | + 9 s           |
| 8.º | Casper van Uden   | Team dsm-firmenich PostNL | + 10 s          |
| 9.º | Rory Townsend     | Q36.5 Pro Cycling Team    | + 10 s          |
| 10.º | Edoardo Zambanini | Bahrain Victorious        | + 10 s          |

### 2.ª etapa
| Darlington - Redcar | etapa escarpada | (152 km) |

| \| Clasificación de la etapa \| Clasificación de la etapa \| Clasificación de la etapa \| Clasificación de la etapa \| Clasificación de la etapa \| \| Ciclista \| Ciclista \| Equipo \| Tiempo \| \| \| ------------------------- \| ------------------------- \| -------------------------------------- \| ------------------------- \| ------------------------- \| \| 1.º \| Stephen Williams \| Israel-Premier Tech \| 3 h 37 min 25 s \| \| \| 2.º \| Julian Alaphilippe \| Soudal Quick-Step \| + 0 s \| \| \| 3.º \| Oscar Onley \| Team dsm-firmenich PostNL \| + 0 s \| \| \| 4.º \| Joseph Blackmore \| Israel-Premier Tech \| + 21 s \| \| \| 5.º \| Remco Evenepoel \| Soudal Quick-Step \| + 21 s \| \| \| 6.º \| Louis Sutton \| Gran Bretaña \| + 21 s \| \| \| 7.º \| Tom Donnenwirth \| Decathlon AG2R La Mondiale Development \| + 21 s \| \| \| 8.º \| Mark Donovan \| Q36.5 Pro Cycling Team \| + 21 s \| \| \| 9.º \| Paul Magnier \| Soudal Quick-Step \| + 1 min 27 s \| \| \| 10.º \| Matevž Govekar \| Bahrain Victorious \| + 1 min 27 s \| \| |                    |                                        |                 |
| |                    |                                        |                 |
| |                    |                                        |                 |
| Clasificación de la etapa |                    |                                        |                 |
| Ciclista | Ciclista           | Equipo                                 | Tiempo          |
| 1.º | Stephen Williams   | Israel-Premier Tech                    | 3 h 37 min 25 s |
| 2.º | Julian Alaphilippe | Soudal Quick-Step                      | + 0 s           |
| 3.º | Oscar Onley        | Team dsm-firmenich PostNL              | + 0 s           |
| 4.º | Joseph Blackmore   | Israel-Premier Tech                    | + 21 s          |
| 5.º | Remco Evenepoel    | Soudal Quick-Step                      | + 21 s          |
| 6.º | Louis Sutton       | Gran Bretaña                           | + 21 s          |
| 7.º | Tom Donnenwirth    | Decathlon AG2R La Mondiale Development | + 21 s          |
| 8.º | Mark Donovan       | Q36.5 Pro Cycling Team                 | + 21 s          |
| 9.º | Paul Magnier       | Soudal Quick-Step                      | + 1 min 27 s    |
| 10.º | Matevž Govekar     | Bahrain Victorious                     | + 1 min 27 s    |

| \| Clasificación general \| Clasificación general \| Clasificación general \| Clasificación general \| Clasificación general \| \| Ciclista \| Ciclista \| Equipo \| Tiempo \| \| \| --------------------- \| --------------------- \| -------------------------------------- \| --------------------- \| --------------------- \| \| 1.º \| Stephen Williams \| Israel-Premier Tech \| 7 h 49 min 00 s \| \| \| 2.º \| Oscar Onley \| Team dsm-firmenich PostNL \| + 6 s \| \| \| 3.º \| Julian Alaphilippe \| Soudal Quick-Step \| + 16 s \| \| \| 4.º \| Mark Donovan \| Q36.5 Pro Cycling Team \| + 31 s \| \| \| 5.º \| Joseph Blackmore \| Israel-Premier Tech \| + 31 s \| \| \| 6.º \| Tom Donnenwirth \| Decathlon AG2R La Mondiale Development \| + 31 s \| \| \| 7.º \| Louis Sutton \| Gran Bretaña \| + 31 s \| \| \| 8.º \| Remco Evenepoel \| Soudal Quick-Step \| + 31 s \| \| \| 9.º \| Paul Magnier \| Soudal Quick-Step \| + 1 min 27 s \| \| \| 10.º \| Julius Johansen \| Sabgal-Anicolor \| + 1 min 28 s \| \| |                    |                                        |                 |
| |                    |                                        |                 |
| |                    |                                        |                 |
| Clasificación general |                    |                                        |                 |
| Ciclista | Ciclista           | Equipo                                 | Tiempo          |
| 1.º | Stephen Williams   | Israel-Premier Tech                    | 7 h 49 min 00 s |
| 2.º | Oscar Onley        | Team dsm-firmenich PostNL              | + 6 s           |
| 3.º | Julian Alaphilippe | Soudal Quick-Step                      | + 16 s          |
| 4.º | Mark Donovan       | Q36.5 Pro Cycling Team                 | + 31 s          |
| 5.º | Joseph Blackmore   | Israel-Premier Tech                    | + 31 s          |
| 6.º | Tom Donnenwirth    | Decathlon AG2R La Mondiale Development | + 31 s          |
| 7.º | Louis Sutton       | Gran Bretaña                           | + 31 s          |
| 8.º | Remco Evenepoel    | Soudal Quick-Step                      | + 31 s          |
| 9.º | Paul Magnier       | Soudal Quick-Step                      | + 1 min 27 s    |
| 10.º | Julius Johansen    | Sabgal-Anicolor                        | + 1 min 28 s    |

### 3.ª etapa
| Sheffield - Barnsley | etapa escarpada | (166,1 km) |

| \| Clasificación de la etapa \| Clasificación de la etapa \| Clasificación de la etapa \| Clasificación de la etapa \| Clasificación de la etapa \| \| Ciclista \| Ciclista \| Equipo \| Tiempo \| \| \| ------------------------- \| ------------------------- \| ------------------------- \| ------------------------- \| ------------------------- \| \| 1.º \| Stephen Williams \| Israel-Premier Tech \| 3 h 50 min 03 s \| \| \| 2.º \| Paul Magnier \| Soudal Quick-Step \| + 0 s \| \| \| 3.º \| Edoardo Zambanini \| Bahrain Victorious \| + 0 s \| \| \| 4.º \| Jelte Krijnsen \| Q36.5 Pro Cycling Team \| + 0 s \| \| \| 5.º \| Oscar Onley \| Team dsm-firmenich PostNL \| + 0 s \| \| \| 6.º \| Thomas Pidcock \| Ineos Grenadiers \| + 0 s \| \| \| 7.º \| Markus Hoelgaard \| Uno-X Mobility \| + 0 s \| \| \| 8.º \| Mark Donovan \| Q36.5 Pro Cycling Team \| + 0 s \| \| \| 9.º \| Joseph Blackmore \| Israel-Premier Tech \| + 0 s \| \| \| 10.º \| Callum Thornley \| Trinity Racing \| + 0 s \| \| |                   |                           |                 |
| |                   |                           |                 |
| |                   |                           |                 |
| Clasificación de la etapa |                   |                           |                 |
| Ciclista | Ciclista          | Equipo                    | Tiempo          |
| 1.º | Stephen Williams  | Israel-Premier Tech       | 3 h 50 min 03 s |
| 2.º | Paul Magnier      | Soudal Quick-Step         | + 0 s           |
| 3.º | Edoardo Zambanini | Bahrain Victorious        | + 0 s           |
| 4.º | Jelte Krijnsen    | Q36.5 Pro Cycling Team    | + 0 s           |
| 5.º | Oscar Onley       | Team dsm-firmenich PostNL | + 0 s           |
| 6.º | Thomas Pidcock    | Ineos Grenadiers          | + 0 s           |
| 7.º | Markus Hoelgaard  | Uno-X Mobility            | + 0 s           |
| 8.º | Mark Donovan      | Q36.5 Pro Cycling Team    | + 0 s           |
| 9.º | Joseph Blackmore  | Israel-Premier Tech       | + 0 s           |
| 10.º | Callum Thornley   | Trinity Racing            | + 0 s           |

| \| Clasificación general \| Clasificación general \| Clasificación general \| Clasificación general \| Clasificación general \| \| Ciclista \| Ciclista \| Equipo \| Tiempo \| \| \| --------------------- \| --------------------- \| -------------------------------------- \| --------------------- \| --------------------- \| \| 1.º \| Stephen Williams \| Israel-Premier Tech \| 11 h 38 min 53 s \| \| \| 2.º \| Oscar Onley \| Team dsm-firmenich PostNL \| + 16 s \| \| \| 3.º \| Mark Donovan \| Q36.5 Pro Cycling Team \| + 41 s \| \| \| 4.º \| Joseph Blackmore \| Israel-Premier Tech \| + 41 s \| \| \| 5.º \| Tom Donnenwirth \| Decathlon AG2R La Mondiale Development \| + 41 s \| \| \| 6.º \| Louis Sutton \| Gran Bretaña \| + 1 min 05 s \| \| \| 7.º \| Paul Magnier \| Soudal Quick-Step \| + 1 min 31 s \| \| \| 8.º \| Julian Alaphilippe \| Soudal Quick-Step \| + 1 min 33 s \| \| \| 9.º \| Edoardo Zambanini \| Bahrain Victorious \| + 1 min 43 s \| \| \| 10.º \| Jelte Krijnsen \| Q36.5 Pro Cycling Team \| + 1 min 44 s \| \| |                    |                                        |                  |
| |                    |                                        |                  |
| |                    |                                        |                  |
| Clasificación general |                    |                                        |                  |
| Ciclista | Ciclista           | Equipo                                 | Tiempo           |
| 1.º | Stephen Williams   | Israel-Premier Tech                    | 11 h 38 min 53 s |
| 2.º | Oscar Onley        | Team dsm-firmenich PostNL              | + 16 s           |
| 3.º | Mark Donovan       | Q36.5 Pro Cycling Team                 | + 41 s           |
| 4.º | Joseph Blackmore   | Israel-Premier Tech                    | + 41 s           |
| 5.º | Tom Donnenwirth    | Decathlon AG2R La Mondiale Development | + 41 s           |
| 6.º | Louis Sutton       | Gran Bretaña                           | + 1 min 05 s     |
| 7.º | Paul Magnier       | Soudal Quick-Step                      | + 1 min 31 s     |
| 8.º | Julian Alaphilippe | Soudal Quick-Step                      | + 1 min 33 s     |
| 9.º | Edoardo Zambanini  | Bahrain Victorious                     | + 1 min 43 s     |
| 10.º | Jelte Krijnsen     | Q36.5 Pro Cycling Team                 | + 1 min 44 s     |

### 4.ª etapa
| Derby - Newark-on-Trent | etapa llana | (138,5 km) |

| \| Clasificación de la etapa \| Clasificación de la etapa \| Clasificación de la etapa \| Clasificación de la etapa \| Clasificación de la etapa \| \| Ciclista \| Ciclista \| Equipo \| Tiempo \| \| \| ------------------------- \| ------------------------- \| -------------------------------- \| ------------------------- \| ------------------------- \| \| 1.º \| Paul Magnier \| Soudal Quick-Step \| 3 h 11 min 54 s \| \| \| 2.º \| Ethan Vernon \| Israel-Premier Tech \| + 0 s \| \| \| 3.º \| Erlend Blikra \| Uno-X Mobility \| + 0 s \| \| \| 4.º \| Noah Hobbs \| Équipe continentale Groupama-FDJ \| + 0 s \| \| \| 5.º \| Matevž Govekar \| Bahrain Victorious \| + 0 s \| \| \| 6.º \| Robert Donaldson \| Trinity Racing \| + 0 s \| \| \| 7.º \| Ethan Hayter \| Ineos Grenadiers \| + 0 s \| \| \| 8.º \| Rory Townsend \| Q36.5 Pro Cycling Team \| + 0 s \| \| \| 9.º \| Casper van Uden \| Team dsm-firmenich PostNL \| + 0 s \| \| \| 10.º \| Thomas Pidcock \| Ineos Grenadiers \| + 0 s \| \| |                  |                                  |                 |
| |                  |                                  |                 |
| |                  |                                  |                 |
| Clasificación de la etapa |                  |                                  |                 |
| Ciclista | Ciclista         | Equipo                           | Tiempo          |
| 1.º | Paul Magnier     | Soudal Quick-Step                | 3 h 11 min 54 s |
| 2.º | Ethan Vernon     | Israel-Premier Tech              | + 0 s           |
| 3.º | Erlend Blikra    | Uno-X Mobility                   | + 0 s           |
| 4.º | Noah Hobbs       | Équipe continentale Groupama-FDJ | + 0 s           |
| 5.º | Matevž Govekar   | Bahrain Victorious               | + 0 s           |
| 6.º | Robert Donaldson | Trinity Racing                   | + 0 s           |
| 7.º | Ethan Hayter     | Ineos Grenadiers                 | + 0 s           |
| 8.º | Rory Townsend    | Q36.5 Pro Cycling Team           | + 0 s           |
| 9.º | Casper van Uden  | Team dsm-firmenich PostNL        | + 0 s           |
| 10.º | Thomas Pidcock   | Ineos Grenadiers                 | + 0 s           |

| \| Clasificación general \| Clasificación general \| Clasificación general \| Clasificación general \| Clasificación general \| \| Ciclista \| Ciclista \| Equipo \| Tiempo \| \| \| --------------------- \| --------------------- \| -------------------------------------- \| --------------------- \| --------------------- \| \| 1.º \| Stephen Williams \| Israel-Premier Tech \| 14 h 50 min 47 s \| \| \| 2.º \| Oscar Onley \| Team dsm-firmenich PostNL \| + 16 s \| \| \| 3.º \| Mark Donovan \| Q36.5 Pro Cycling Team \| + 40 s \| \| \| 4.º \| Joseph Blackmore \| Israel-Premier Tech \| + 41 s \| \| \| 5.º \| Tom Donnenwirth \| Decathlon AG2R La Mondiale Development \| + 41 s \| \| \| 6.º \| Louis Sutton \| Gran Bretaña \| + 1 min 05 s \| \| \| 7.º \| Paul Magnier \| Soudal Quick-Step \| + 1 min 21 s \| \| \| 8.º \| Julian Alaphilippe \| Soudal Quick-Step \| + 1 min 33 s \| \| \| 9.º \| Jelte Krijnsen \| Q36.5 Pro Cycling Team \| + 1 min 42 s \| \| \| 10.º \| Edoardo Zambanini \| Bahrain Victorious \| + 1 min 43 s \| \| |                    |                                        |                  |
| |                    |                                        |                  |
| |                    |                                        |                  |
| Clasificación general |                    |                                        |                  |
| Ciclista | Ciclista           | Equipo                                 | Tiempo           |
| 1.º | Stephen Williams   | Israel-Premier Tech                    | 14 h 50 min 47 s |
| 2.º | Oscar Onley        | Team dsm-firmenich PostNL              | + 16 s           |
| 3.º | Mark Donovan       | Q36.5 Pro Cycling Team                 | + 40 s           |
| 4.º | Joseph Blackmore   | Israel-Premier Tech                    | + 41 s           |
| 5.º | Tom Donnenwirth    | Decathlon AG2R La Mondiale Development | + 41 s           |
| 6.º | Louis Sutton       | Gran Bretaña                           | + 1 min 05 s     |
| 7.º | Paul Magnier       | Soudal Quick-Step                      | + 1 min 21 s     |
| 8.º | Julian Alaphilippe | Soudal Quick-Step                      | + 1 min 33 s     |
| 9.º | Jelte Krijnsen     | Q36.5 Pro Cycling Team                 | + 1 min 42 s     |
| 10.º | Edoardo Zambanini  | Bahrain Victorious                     | + 1 min 43 s     |

### 5.ª etapa
| Northampton - Northampton | etapa llana | (140 km) |

| \| Clasificación de la etapa \| Clasificación de la etapa \| Clasificación de la etapa \| Clasificación de la etapa \| Clasificación de la etapa \| \| Ciclista \| Ciclista \| Equipo \| Tiempo \| \| \| ------------------------- \| ------------------------- \| -------------------------------------- \| ------------------------- \| ------------------------- \| \| 1.º \| Paul Magnier \| Soudal Quick-Step \| 3 h 12 min 09 s \| \| \| 2.º \| Erlend Blikra \| Uno-X Mobility \| + 0 s \| \| \| 3.º \| Ethan Vernon \| Israel-Premier Tech \| + 0 s \| \| \| 4.º \| Matevž Govekar \| Bahrain Victorious \| + 0 s \| \| \| 5.º \| Rasmus Søjberg Pedersen \| Decathlon AG2R La Mondiale Development \| + 0 s \| \| \| 6.º \| Robert Donaldson \| Trinity Racing \| + 0 s \| \| \| 7.º \| Ethan Hayter \| Ineos Grenadiers \| + 0 s \| \| \| 8.º \| Tom Donnenwirth \| Decathlon AG2R La Mondiale Development \| + 0 s \| \| \| 9.º \| Rory Townsend \| Q36.5 Pro Cycling Team \| + 0 s \| \| \| 10.º \| Casper van Uden \| Team dsm-firmenich PostNL \| + 0 s \| \| |                         |                                        |                 |
| |                         |                                        |                 |
| |                         |                                        |                 |
| Clasificación de la etapa |                         |                                        |                 |
| Ciclista | Ciclista                | Equipo                                 | Tiempo          |
| 1.º | Paul Magnier            | Soudal Quick-Step                      | 3 h 12 min 09 s |
| 2.º | Erlend Blikra           | Uno-X Mobility                         | + 0 s           |
| 3.º | Ethan Vernon            | Israel-Premier Tech                    | + 0 s           |
| 4.º | Matevž Govekar          | Bahrain Victorious                     | + 0 s           |
| 5.º | Rasmus Søjberg Pedersen | Decathlon AG2R La Mondiale Development | + 0 s           |
| 6.º | Robert Donaldson        | Trinity Racing                         | + 0 s           |
| 7.º | Ethan Hayter            | Ineos Grenadiers                       | + 0 s           |
| 8.º | Tom Donnenwirth         | Decathlon AG2R La Mondiale Development | + 0 s           |
| 9.º | Rory Townsend           | Q36.5 Pro Cycling Team                 | + 0 s           |
| 10.º | Casper van Uden         | Team dsm-firmenich PostNL              | + 0 s           |

| \| Clasificación general \| Clasificación general \| Clasificación general \| Clasificación general \| Clasificación general \| \| Ciclista \| Ciclista \| Equipo \| Tiempo \| \| \| --------------------- \| --------------------- \| -------------------------------------- \| --------------------- \| --------------------- \| \| 1.º \| Stephen Williams \| Israel-Premier Tech \| 18 h 02 min 56 s \| \| \| 2.º \| Oscar Onley \| Team dsm-firmenich PostNL \| + 16 s \| \| \| 3.º \| Mark Donovan \| Q36.5 Pro Cycling Team \| + 40 s \| \| \| 4.º \| Tom Donnenwirth \| Decathlon AG2R La Mondiale Development \| + 41 s \| \| \| 5.º \| Joseph Blackmore \| Israel-Premier Tech \| + 41 s \| \| \| 6.º \| Paul Magnier \| Soudal Quick-Step \| + 1 min 11 s \| \| \| 7.º \| Jelte Krijnsen \| Q36.5 Pro Cycling Team \| + 1 min 42 s \| \| \| 8.º \| Edoardo Zambanini \| Bahrain Victorious \| + 1 min 43 s \| \| \| 9.º \| Julius Johansen \| Sabgal-Anicolor \| + 1 min 45 s \| \| \| 10.º \| Julian Alaphilippe \| Soudal Quick-Step \| + 1 min 45 s \| \| |                    |                                        |                  |
| |                    |                                        |                  |
| |                    |                                        |                  |
| Clasificación general |                    |                                        |                  |
| Ciclista | Ciclista           | Equipo                                 | Tiempo           |
| 1.º | Stephen Williams   | Israel-Premier Tech                    | 18 h 02 min 56 s |
| 2.º | Oscar Onley        | Team dsm-firmenich PostNL              | + 16 s           |
| 3.º | Mark Donovan       | Q36.5 Pro Cycling Team                 | + 40 s           |
| 4.º | Tom Donnenwirth    | Decathlon AG2R La Mondiale Development | + 41 s           |
| 5.º | Joseph Blackmore   | Israel-Premier Tech                    | + 41 s           |
| 6.º | Paul Magnier       | Soudal Quick-Step                      | + 1 min 11 s     |
| 7.º | Jelte Krijnsen     | Q36.5 Pro Cycling Team                 | + 1 min 42 s     |
| 8.º | Edoardo Zambanini  | Bahrain Victorious                     | + 1 min 43 s     |
| 9.º | Julius Johansen    | Sabgal-Anicolor                        | + 1 min 45 s     |
| 10.º | Julian Alaphilippe | Soudal Quick-Step                      | + 1 min 45 s     |

### 6.ª etapa
| Lowestoft - Felixstowe | etapa llana | (158 km) |

| \| Clasificación de la etapa \| Clasificación de la etapa \| Clasificación de la etapa \| Clasificación de la etapa \| Clasificación de la etapa \| \| Ciclista \| Ciclista \| Equipo \| Tiempo \| \| \| ------------------------- \| ------------------------- \| -------------------------------------- \| ------------------------- \| ------------------------- \| \| 1.º \| Matevž Govekar \| Bahrain Victorious \| 3 h 22 min 18 s \| \| \| 2.º \| Rasmus Søjberg Pedersen \| Decathlon AG2R La Mondiale Development \| + 0 s \| \| \| 3.º \| Benjamin Swift \| Ineos Grenadiers \| + 0 s \| \| \| 4.º \| Ethan Vernon \| Israel-Premier Tech \| + 0 s \| \| \| 5.º \| Erlend Blikra \| Uno-X Mobility \| + 0 s \| \| \| 6.º \| Rory Townsend \| Q36.5 Pro Cycling Team \| + 0 s \| \| \| 7.º \| Noah Hobbs \| Équipe continentale Groupama-FDJ \| + 0 s \| \| \| 8.º \| Robert Donaldson \| Trinity Racing \| + 0 s \| \| \| 9.º \| Jonas Abrahamsen \| Uno-X Mobility \| + 0 s \| \| \| 10.º \| Sean Flynn \| Team dsm-firmenich PostNL \| + 0 s \| \| |                         |                                        |                 |
| |                         |                                        |                 |
| |                         |                                        |                 |
| Clasificación de la etapa |                         |                                        |                 |
| Ciclista | Ciclista                | Equipo                                 | Tiempo          |
| 1.º | Matevž Govekar          | Bahrain Victorious                     | 3 h 22 min 18 s |
| 2.º | Rasmus Søjberg Pedersen | Decathlon AG2R La Mondiale Development | + 0 s           |
| 3.º | Benjamin Swift          | Ineos Grenadiers                       | + 0 s           |
| 4.º | Ethan Vernon            | Israel-Premier Tech                    | + 0 s           |
| 5.º | Erlend Blikra           | Uno-X Mobility                         | + 0 s           |
| 6.º | Rory Townsend           | Q36.5 Pro Cycling Team                 | + 0 s           |
| 7.º | Noah Hobbs              | Équipe continentale Groupama-FDJ       | + 0 s           |
| 8.º | Robert Donaldson        | Trinity Racing                         | + 0 s           |
| 9.º | Jonas Abrahamsen        | Uno-X Mobility                         | + 0 s           |
| 10.º | Sean Flynn              | Team dsm-firmenich PostNL              | + 0 s           |

## Clasificaciones finales
- Las clasificaciones finalizaron de la siguiente forma:[4]

### Clasificación general
| \| Clasificación general \| Clasificación general \| Clasificación general \| Clasificación general \| Clasificación general \| \| Ciclista \| Ciclista \| Equipo \| Tiempo \| \| \| --------------------- \| --------------------- \| -------------------------------------- \| --------------------- \| --------------------- \| \| 1.º \| Stephen Williams \| Israel-Premier Tech \| 21 h 25 min 14 s \| \| \| 2.º \| Oscar Onley \| Team dsm-firmenich PostNL \| + 16 s \| \| \| 3.º \| Tom Donnenwirth \| Decathlon AG2R La Mondiale Development \| + 36 s \| \| \| 4.º \| Mark Donovan \| Q36.5 Pro Cycling Team \| + 40 s \| \| \| 5.º \| Joseph Blackmore \| Israel-Premier Tech \| + 41 s \| \| \| 6.º \| Jelte Krijnsen \| Q36.5 Pro Cycling Team \| + 1 min 39 s \| \| \| 7.º \| Edoardo Zambanini \| Bahrain Victorious \| + 1 min 40 s \| \| \| 8.º \| Mathias Bregnhøj \| Sabgal-Anicolor \| + 1 min 58 s \| \| \| 9.º \| Noa Isidore \| Decathlon AG2R La Mondiale Development \| + 1 min 58 s \| \| \| 10.º \| Sean Flynn \| Team dsm-firmenich PostNL \| + 2 min 03 s \| \| |                   |                                        |                  |
| |                   |                                        |                  |
| Fuente: ProCyclingStats |                   |                                        |                  |
| Clasificación general |                   |                                        |                  |
| Ciclista | Ciclista          | Equipo                                 | Tiempo           |
| 1.º | Stephen Williams  | Israel-Premier Tech                    | 21 h 25 min 14 s |
| 2.º | Oscar Onley       | Team dsm-firmenich PostNL              | + 16 s           |
| 3.º | Tom Donnenwirth   | Decathlon AG2R La Mondiale Development | + 36 s           |
| 4.º | Mark Donovan      | Q36.5 Pro Cycling Team                 | + 40 s           |
| 5.º | Joseph Blackmore  | Israel-Premier Tech                    | + 41 s           |
| 6.º | Jelte Krijnsen    | Q36.5 Pro Cycling Team                 | + 1 min 39 s     |
| 7.º | Edoardo Zambanini | Bahrain Victorious                     | + 1 min 40 s     |
| 8.º | Mathias Bregnhøj  | Sabgal-Anicolor                        | + 1 min 58 s     |
| 9.º | Noa Isidore       | Decathlon AG2R La Mondiale Development | + 1 min 58 s     |
| 10.º | Sean Flynn        | Team dsm-firmenich PostNL              | + 2 min 03 s     |

### Clasificación de la montaña
| Clasificación de la montaña | Clasificación de la montaña | Clasificación de la montaña            | Clasificación de la montaña | Clasificación de la montaña |
| Ciclista                    | Ciclista                    | Equipo                                 | Puntos                      |                             |
| --------------------------- | --------------------------- | -------------------------------------- | --------------------------- | --------------------------- |
| 1.º                         | Callum Thornley             | Trinity Racing                         | 50 pts                      |                             |
| 2.º                         | Dean Harvey                 | Trinity Racing                         | 24 pts                      |                             |
| 3.º                         | Laurent Gervais             | Project Echelon Racing                 | 20 pts                      |                             |
| 4.º                         | Baptiste Veistroffer        | Decathlon AG2R La Mondiale Development | 19 pts                      |                             |
| 5.º                         | Nickolas Zukowsky           | Q36.5 Pro Cycling Team                 | 18 pts                      |                             |
| 6.º                         | Julius Johansen             | Sabgal-Anicolor                        | 14 pts                      |                             |
| 7.º                         | Julian Alaphilippe          | Soudal Quick-Step                      | 12 pts                      |                             |
| 8.º                         | Matthew Holmes              | Gran Bretaña                           | 10 pts                      |                             |
| 9.º                         | Jake Stewart                | Israel-Premier Tech                    | 10 pts                      |                             |
| 10.º                        | James McKay                 | Saint Piran                            | 10 pts                      |                             |

### Clasificación por puntos
| Clasificación por puntos | Clasificación por puntos | Clasificación por puntos               | Clasificación por puntos | Clasificación por puntos |
| Ciclista                 | Ciclista                 | Equipo                                 | Puntos                   |                          |
| ------------------------ | ------------------------ | -------------------------------------- | ------------------------ | ------------------------ |
| 1.º                      | Ethan Vernon             | Israel-Premier Tech                    | 56 pts                   |                          |
| 2.º                      | Stephen Williams         | Israel-Premier Tech                    | 51 pts                   |                          |
| 3.º                      | Matevž Govekar           | Bahrain Victorious                     | 43 pts                   |                          |
| 4.º                      | Erlend Blikra            | Uno-X Mobility                         | 36 pts                   |                          |
| 5.º                      | Jelte Krijnsen           | Q36.5 Pro Cycling Team                 | 35 pts                   |                          |
| 6.º                      | Edoardo Zambanini        | Bahrain Victorious                     | 31 pts                   |                          |
| 7.º                      | Julius Johansen          | Sabgal-Anicolor                        | 30 pts                   |                          |
| 8.º                      | Rasmus Søjberg Pedersen  | Decathlon AG2R La Mondiale Development | 29 pts                   |                          |
| 9.º                      | Benjamin Swift           | Ineos Grenadiers                       | 26 pts                   |                          |
| 10.º                     | Tom Donnenwirth          | Decathlon AG2R La Mondiale Development | 25 pts                   |                          |

### Clasificación de los jóvenes
| Clasificación del mejor joven | Clasificación del mejor joven | Clasificación del mejor joven          | Clasificación del mejor joven | Clasificación del mejor joven |
| Ciclista                      | Ciclista                      | Equipo                                 | Tiempo                        |                               |
| ----------------------------- | ----------------------------- | -------------------------------------- | ----------------------------- | ----------------------------- |
| 1.º                           | Oscar Onley                   | Team dsm-firmenich PostNL              | 21 h 25 min 30 s              |                               |
| 2.º                           | Joseph Blackmore              | Israel-Premier Tech                    | + 25 s                        |                               |
| 3.º                           | Noa Isidore                   | Decathlon AG2R La Mondiale Development | + 1 min 42 s                  |                               |
| 4.º                           | Robert Donaldson              | Trinity Racing                         | + 1 min 49 s                  |                               |
| 5.º                           | Antoine L'Hote                | Decathlon AG2R La Mondiale Development | + 1 min 55 s                  |                               |
| 6.º                           | Nils Aebersold                | Lidl-Trek Future Racing                | + 2 min 29 s                  |                               |
| 7.º                           | Gil Gelders                   | Soudal Quick-Step                      | + 2 min 41 s                  |                               |
| 8.º                           | Rasmus Søjberg Pedersen       | Decathlon AG2R La Mondiale Development | + 3 min 26 s                  |                               |
| 9.º                           | Fergus Browning               | Trinity Racing                         | + 5 min 23 s                  |                               |
| 10.º                          | Liam O'Brien                  | Lidl-Trek Future Racing                | + 10 min 05 s                 |                               |

### Clasificación por equipos
| Clasificación por equipos | Clasificación por equipos                   | Clasificación por equipos | Clasificación por equipos |
| Equipo                    | Equipo                                      | Tiempo                    |                           |
| ------------------------- | ------------------------------------------- | ------------------------- | ------------------------- |
| 1.º                       | Israel-Premier Tech                         | 64 h 18 min 52 s          |                           |
| 2.º                       | Decathlon AG2R La Mondiale Development Team | + 1 min 29 s              |                           |
| 3.º                       | Soudal Quick-Step                           | + 1 min 54 s              |                           |
| 4.º                       | Q36.5 Pro Cycling Team                      | + 2 min 51 s              |                           |
| 5.º                       | Ineos Grenadiers                            | + 2 min 55 s              |                           |

## Evolución de las clasificaciones
| Etapa                   |                         | Ganador _        | Clasificación general | Puntos           | Montaña         | Jóvenes      | Equipo _            |
| ----------------------- | ----------------------- | ---------------- | --------------------- | ---------------- | --------------- | ------------ | ------------------- |
| 1.ª etapa               | etapa escarpada         | Paul Magnier     | Paul Magnier          | Julius Johansen  | Callum Thornley | Paul Magnier | Israel-Premier Tech |
| 2.ª etapa               | etapa escarpada         | Stephen Williams | Stephen Williams      | Julius Johansen  | Callum Thornley | Oscar Onley  | Israel-Premier Tech |
| 3.ª etapa               | etapa escarpada         | Stephen Williams | Stephen Williams      | Stephen Williams | Callum Thornley | Oscar Onley  | Israel-Premier Tech |
| 4.ª etapa               | etapa llana             | Paul Magnier     | Stephen Williams      | Paul Magnier     | Callum Thornley | Oscar Onley  | Israel-Premier Tech |
| 5.ª etapa               | etapa llana             | Paul Magnier     | Stephen Williams      | Paul Magnier     | Callum Thornley | Oscar Onley  | Israel-Premier Tech |
| 6.ª etapa               | etapa llana             | Matevž Govekar   | Stephen Williams      | Ethan Vernon     | Callum Thornley | Oscar Onley  | Israel-Premier Tech |
| Clasificaciones finales | Clasificaciones finales |                  | Stephen Williams      | Ethan Vernon     | Callum Thornley | Oscar Onley  | Israel-Premier Tech |

## Ciclistas participantes y posiciones finales
Convenciones:
- AB-N: Abandono en la etapa "N"
- FLT-N: Retiro por llegada fuera del límite de tiempo en la etapa "N"
- NTS-N: No tomó la salida para la etapa "N"
- DES-N: Descalificado o expulsado en la etapa "N"

## UCI World Ranking
La Vuelta a Gran Bretaña otorgó puntos para el UCI World Ranking para corredores de los equipos en las categorías UCI WorldTeam, UCI ProTeam y Continental. Las siguientes tablas son el baremo de puntuación y los diez corredores que obtuvieron más puntos:
| Posición              | 1.º | 2.º | 3.º | 4.º | 5.º | 6.º | 7.º | 8.º | 9.º | 10.º | 11.º | 12.º | 13.º | 14.º | 15.º | 16.º-30.º | 31.º-40.º |
| Clasificación general | 200 | 150 | 125 | 100 | 85  | 70  | 60  | 50  | 40  | 35   | 30   | 25   | 20   | 15   | 10   | 5         | 3         |
| Por etapa             | 20  | 15  | 10  | 5   | 3   |     |     |     |     |      |      |      |      |      |      |           |           |
| Líder                 | 5   |     |     |     |     |     |     |     |     |      |      |      |      |      |      |           |           |

| Clasificación |                   |                                        |         |       |       |       |
| Posición      | Ciclista          | Equipo                                 | General | Etapa | Líder | Total |
| ------------- | ----------------- | -------------------------------------- | ------- | ----- | ----- | ----- |
| 1.º           | Stephen Williams  | Israel-Premier Tech                    | 200     | 40    | 20    | 260   |
| 2.º           | Oscar Onley       | dsm-firmenich PostNL                   | 150     | 13    | -     | 163   |
| 3.º           | Tom Donnenwirth   | Decathlon AG2R La Mondiale Development | 125     | -     | -     | 125   |
| 4.º           | Mark Donovan      | Q36.5                                  | 100     | -     | -     | 100   |
| 5.º           | Joseph Blackmore  | Israel-Premier Tech                    | 85      | 5     | -     | 90    |
| 6.º           | Paul Magnier      | Soudal Quick-Step                      | -       | 75    | 5     | 80    |
| 7.º           | Jelte Krijnsen    | Q36.5                                  | 70      | 5     | -     | 75    |
| 8.º           | Edoardo Zambanini | Bahrain Victorious                     | 60      | 10    | -     | 70    |
| 9.º           | Mathias Bregnhøj  | Sabgal Anicolor                        | 50      | -     | -     | 50    |
| 10.º          | Ethan Vernon      | Israel-Premier Tech                    | -       | 45    | -     | 45    |